# Cammie King
Eleanore Cammack King, mais conhecida como Cammie King (Los Angeles, 5 de agosto de 1934 — Fort Bragg, 1 de setembro de 2010) foi uma atriz infantil estadunidense.
King é lembrada por sua participação no clássico ...E o Vento Levou ("Gone with the Wind", 1939), onde interpretou Bonnie Blue Butler, a filha dos protagonistas Scarlett O'Hara e Rhett Butler (vividos por Vivien Leigh e Clark Gable). Ela conseguiu o papel neste filme quando acharam sua irmã, Diane, velha demais. Diane sugeriu que testassem Cammie, que estava prestes a completar 5 anos. Após o teste, Cammie foi contratada quase que imediatamente. Apenas a voz da pequena atriz não agradou o produtor do longa, David O. Selznick, que propôs que ela fosse dublada.
Depois de ...E o vento levou, Cammie King só fez mais um filme na vida: em 1942, dublou a corsa Faline em Bambi, de Walt Disney. Depois ela diria, brincando: "Meu auge veio aos 5 anos".
King morreu em 1° de setembro de 2010, aos 76 anos de idade vítima de um câncer de pulmão. Antes de sua morte, ela era, ao lado de Alicia Rhett, Olivia de Havilland, Ann Rutherford, Mary Anderson e Mickey Kuhn, um dos seis nomes do filme que ainda estavam vivos. Destes Alicia Rhett era a mais velha, pois nascera em 1915. Cammie King, que trabalhou no filme com apenas 5 anos de idade, era a mais nova.